# Pedro Camus Pérez
Pedro Camus Pérez (nascut el 13 de juny de 1955) és un futbolista espanyol retirat. Va competir en el torneig masculí dels Jocs Olímpics d'estiu de 1976.